# Helichrysum adhaerens
Helichrysum adhaerens là một loài thực vật có hoa trong họ Cúc. Loài này được (Bojer ex DC.) R.Vig. & Humbert mô tả khoa học đầu tiên năm 1914.